# Corfe Castle
Corfe Castle ist die Ruine einer Burg im englischen Ort Corfe Castle in der Grafschaft Dorset. Die als Kulturdenkmal der Kategorie Grade I klassifizierte und als Scheduled Monument geschützte Ruine liegt in den Purbeck Hills auf der Isle of Purbeck sieben Kilometer südöstlich von Wareham und acht Kilometer westlich von Swanage. Es liegt etwa zwölf Kilometer südwestlich der großen Städte Poole und Bournemouth. 

## Name
Die Bezeichnung Corfe kommt aus dem Angelsächsischen und bezeichnet das Tal, in dem sich das Dorf und die Burgruine befinden. Corfe Castle bedeutet übersetzt also ungefähr Talburg oder Burg im Tal.

## Geschichte

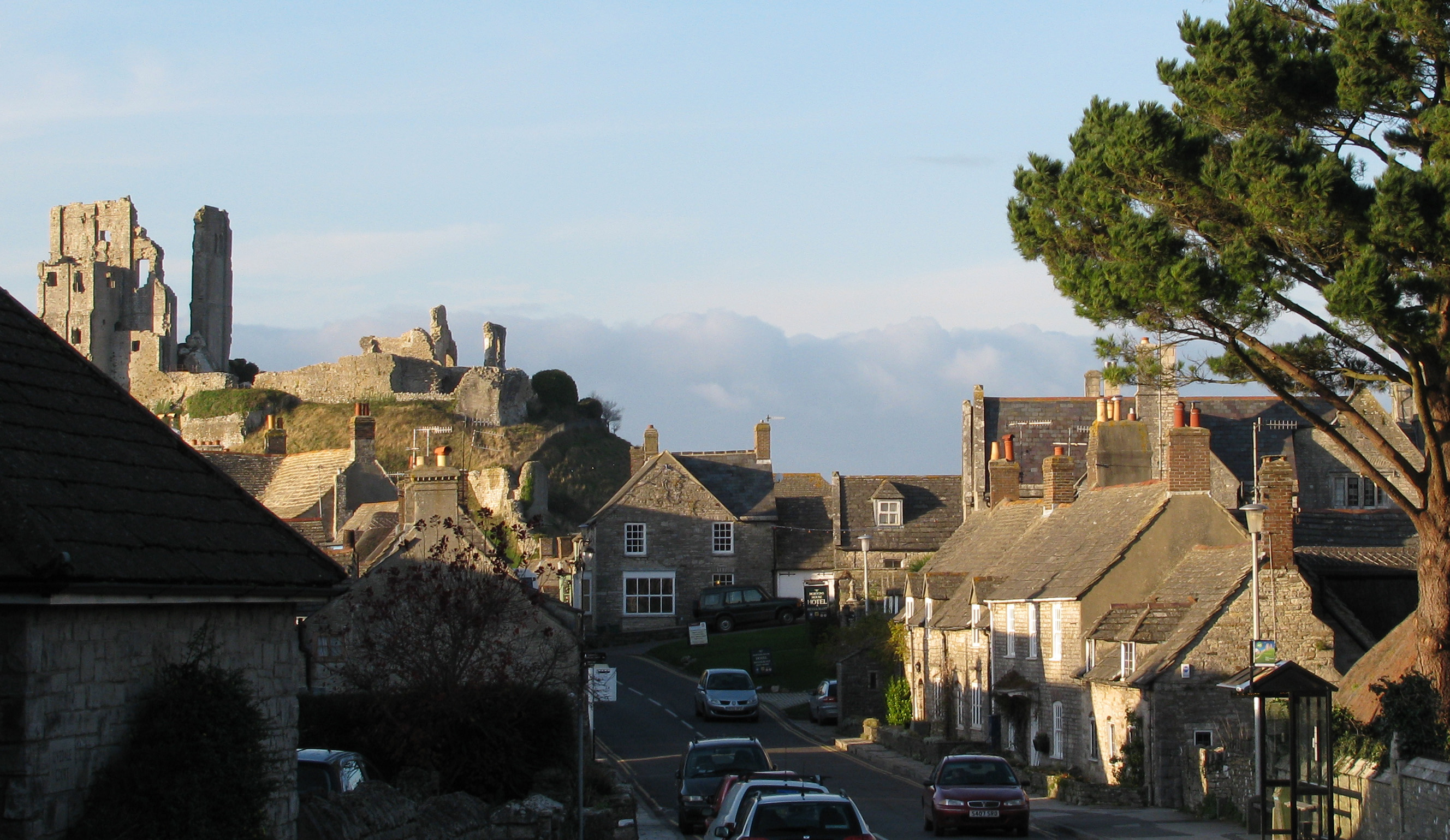
Die Burgruine vom Dorf aus gesehen

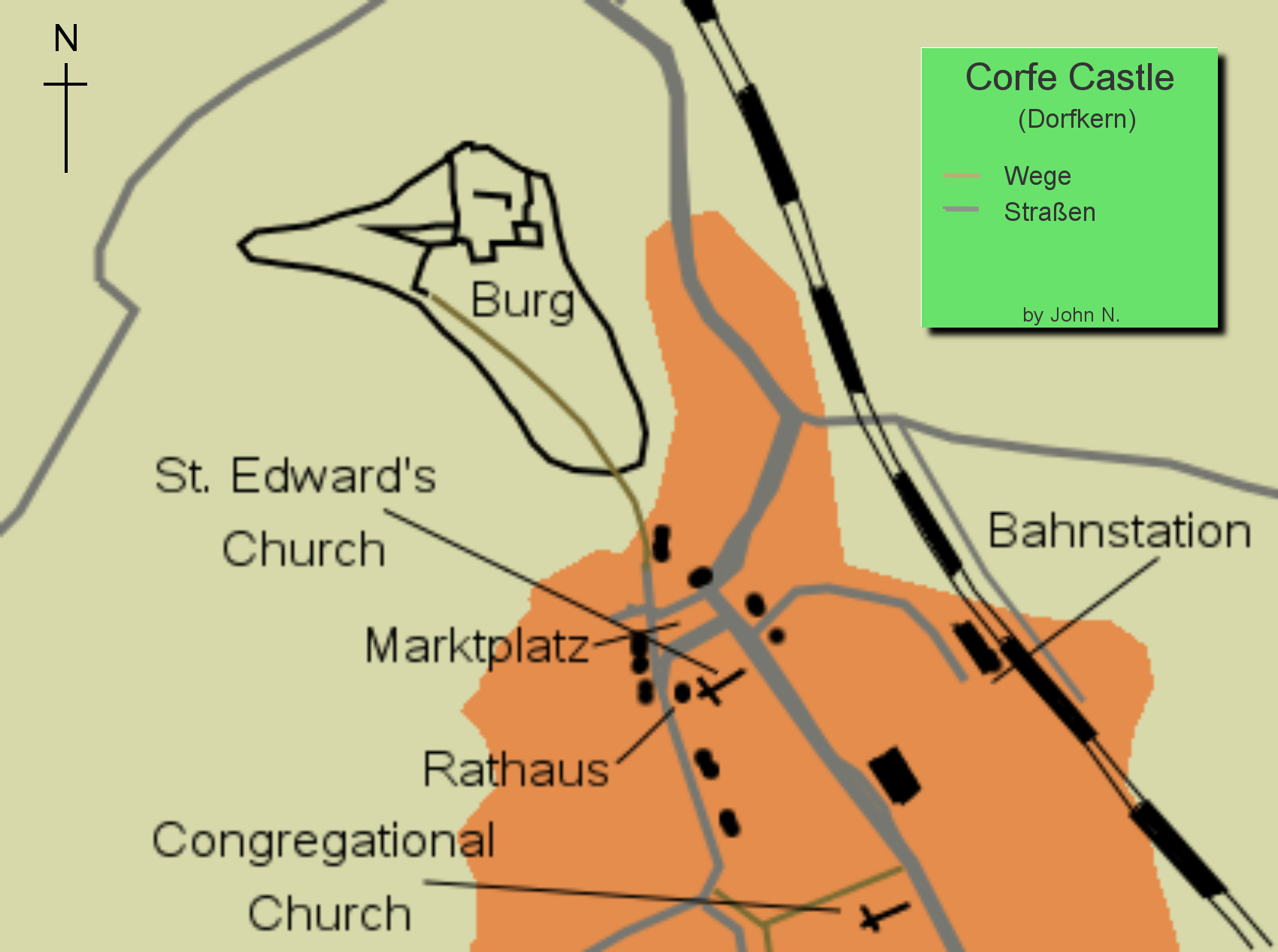
Karte des Dorfkerns von Corfe Castle

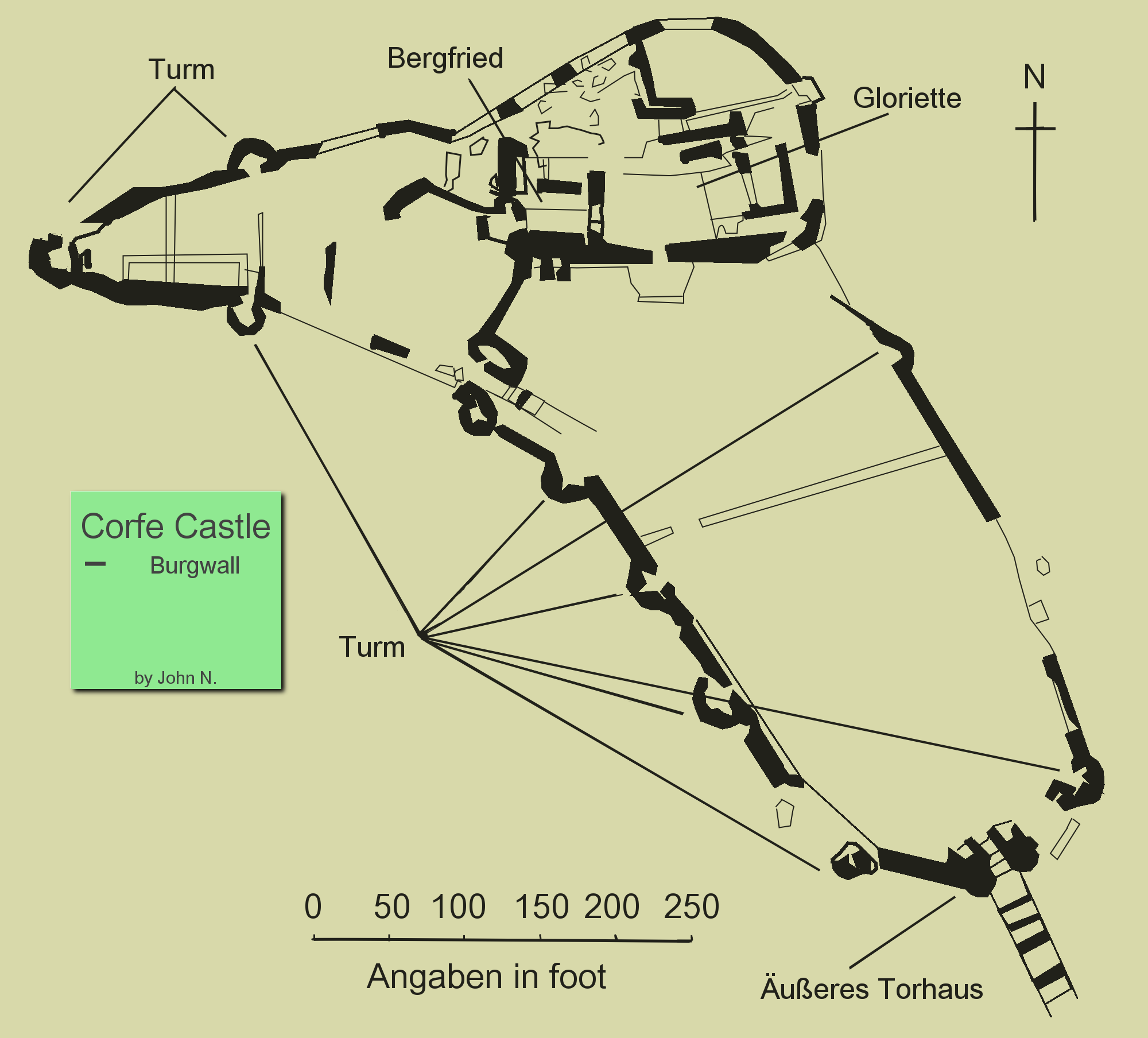
Karte der Burg

### Sächsische Besiedlung
Unter Alfred dem Großen wurde Ende des 9. Jahrhunderts zum Schutz vor den Dänen in Corfe eine erste Befestigung angelegt. Der Legende nach wurde der englische König Eduard der Märtyrer am 18. März 978 in der Burg ermordet.

### Bau der Burg im Mittelalter
Nach der normannischen Eroberung Englands wurde um 1090 unter den Normannen am Ort der alten Befestigungsanlage der Bau einer Burg aus dem lokalen Kalkstein begonnen. Unter Henry I. „Beauclerc“ entstand um 1105 der mächtige Keep. Zu Beginn der Anarchie wurde die Burg, die von Baldwin de Redvers verteidigt wurde, 1139 erfolglos von König Stephan belagert. Unter König Johann Ohneland wurde die Burg weiter ausgebaut. Er hielt sich häufig in der Burg auf; außerdem nutzte er sie als Aufbewahrungsort für die Kronjuwelen und als Gefängnis. 1202 kam es zu einem Ausbruchsversuch von 25 französischen Rittern, die während des Französisch-Englischen Krieges gefangen genommen worden waren. Sie konnten jedoch nur den Keep besetzen, in dem sie lieber verhungerten, anstatt sich zu ergeben. 22 der Ritter starben, drei Überlebende konnten schließlich überwältigt werden. Auch Johanns Nichte Eleonore von der Bretagne und im 14. Jahrhundert König Eduard II. wurden in Corfe Castle gefangen gehalten. Unter Eduard I. wurde der äußere Burghof vollendet. Im 14. Jahrhundert wurde die Burg vernachlässigt, bis Eduard III. sie zwischen 1356 und 1377 instand setzen ließ. Nach den Rosenkriegen ließ sie Heinrich VII. als Residenz für seine Mutter Margaret Beaufort ausbauen. Nach deren Tod fiel die Burg zurück an die Krone. 1572 verkaufte Elisabeth I. sie an ihren späteren Lordkanzler Christopher Hatton, der die Burg angesichts der Bedrohung durch die spanische Armada weiter befestigte. 1635 erwarb Sir John Bankes, der spätere Chief Justices of the Common Pleas, die Burg.

### Englischer Bürgerkrieg
Im Jahr 1643, während des Englischen Bürgerkrieges, wurde die Burg von Truppen der Parlamentarier („Roundheads“) belagert. Unter dem Befehl der Royalistin Lady Mary Bankes hielt die Burg der Belagerung für sechs Wochen stand, woraufhin sich die Parlamentarier nach einem Verlust von 100 Männern zurückzogen. Drei Jahre später, 1646, wurde die Burg ein zweites Mal belagert. Nach zweimonatiger Belagerung wurde die Burggarnison im Februar 1646 von einem ihrer Mitglieder verraten. Nach der Übernahme durch die Parlamentarier wurde der Familie der Bankes erlaubt, die Burg zu verlassen. Die Burg wurde von Sappeuren gesprengt. Die örtliche Bevölkerung verwertete die aus der Burg stammenden Steine und anderes Material zum Bau ihrer  Häuser.

### Neuzeit
Nach dem Bürgerkrieg errichtete Ralph Bankes 1663 bei Wimborne Minster Kingston Hall als neuen Familiensitz. Die Überreste von Corfe Castle blieben bis 1982 im Besitz der Bankes-Familie, dann überließ sie Ralph Bankes  dem National Trust, der britischen Treuhand-Organisation für Denkmalpflege. Nach Einsturzgefahr des Bergfrieds im Jahre 2006 sind die oberen Ruinen jetzt wieder zu besichtigen.  2019 wurde Corfe Castle	von rund 260.000 Personen besucht. 2024 betrug die Besucherzahl etwa 251.000 Personen.

## Tourismus und Infrastruktur
Die Burg ist Eigentum des National Trust, der am Marktplatz einen Souvenirladen eingerichtet hat. 2002 zählte die ganzjährig für Touristen zugängliche Burg 167.582 Besucher.
Am Marktplatz von Corfe Castle steht das Corfe Model Village mit einer Nachbildung der Burg und des Dorfes vor der Zerstörung in einem Maßstab von 1:20. Es wurde von 1964 bis 1966 von Eddie Holland erstellt.

## Corfe Castle im Film
Die Ruine diente u. a. als Kulisse für die Fernsehserie Die Sache mit der Schatzinsel, die 1957 nach Motiven der Kinderbuchreihe Fünf Freunde von Enid Blyton gedreht wurde, sowie für die 2008 gedrehte Verfilmung des Romans Tess von den d’Urbervilles.